# Margery Wilson
Pour les articles homonymes, voir Wilson.
Margery Wilson, de son vrai nom Sarah Barker Strayer, est une actrice et une réalisatrice américaine née le 31 octobre 1896 à Gracey (en) (Kentucky) et morte le 21 janvier 1986 à Arcadia (Californie).

## Filmographie

### Comme actrice
- 1914 : Jane Eyre de Martin Faust
- 1915 : Bred in the Bone de Paul Powell : la mère de Mercy
- 1915 : The Bankhurst Mystery (court métrage) : Mrs. Philip Hanson
- 1915 : The Stab de Fred J. Butler : Pauline
- 1915 : A Dark Horse (court métrage) : Marion Haverly
- 1915 : The Fatal Hour (court métrage) : Helen
- 1915 : The Lucky Transfer de Tod Browning
- 1915 : Double Trouble de Christy Cabanne : Elizabeth Waldron
- 1915 : The Man of It : Mary, la sœur cadette
- 1915 : The Ten O'Clock Boat de Arthur Mackley : Ruth
- 1915 : The Opal Pin : Mrs. Phillip Hanson
- 1916 : Le Défenseur (The Sin Ye Do) de Walter Edwards : Alice Ward
- 1916 : The Primal Lure de William S. Hart : Lois Le Moyne
- 1916 : Eye of the Night de Walter Edwards : Jane
- 1916 : The Honorable Algy de Raymond B. West : Patricia
- 1916 : The Return of Draw Egan de William S. Hart : Myrtle Buckton
- 1916 : A Corner in Colleens de Charles Miller : Rose
- 1916 : Intolérance de D. W. Griffith : Brunette
- 1917 : The Clodhopper de Victor Schertzinger : Mary Martin
- 1917 : Mountain Dew de Thomas N. Heffron : Roxie Bradley
- 1917 : La Fiancée de la haine (The Bride of Hate) de Walter Edwards : Mercedes Mendoza
- 1917 : The Last Of The Ingrams de Walter Edwards : Mercy Reed
- 1917 : Wild Sumac de William V. Mong : Wild Sumac
- 1917 : La Cité du désespoir (en) (The Desert Man) de William S. Hart : Jenny
- 1917 : The Mother Instinct de Roy William Neill : Marie Coutierre
- 1917 : Le Justicier (en) (The Gun Fighter) de William S. Hart : Norma Wright
- 1917 : Wolf Lowry de William S. Hart : Mary Davis
- 1918 : Old Love for New de Raymond Wells : Gwendolyn Alcot
- 1918 : The Hand at the Window de Raymond Wells : Laura Bowers
- 1918 : The Hard Rock Breed de Raymond Wells : Sheila Dolan
- 1918 : The Law of the Great Northwest de Raymond Wells : Marie Monest
- 1918 : Without Honor de E. Mason Hopper : Jeanie McGregor
- 1918 : The Flames of Chance de Raymond Wells : Jeannette Gontreau
- 1918 : Marked Cards de Henri D'Elba : Ellen Shannon
- 1919 : Crooked Straight de Jerome Storm : Vera Owen
- 1919 : Le Secret de l'or (Desert Gold) de T. Hayes Hunter : Mercedes Castenada
- 1919 : Venus in the East de Donald Crisp : Martha
- 1920 : The House of Whispers de Ernest C. Warde : Clara Bradford
- 1920 : The Blooming Angel de Victor Schertzinger : Carlotta
- 1922 : Why Not Marry? de John S. Lopez
- 1924 : The Offenders de Fenwicke L. Holmes

### comme réalisatrice et actrice
- 1921 : That Something : Dorah Holmes
- 1922 : Insinuation : Mary Wright